# Creditreform
Creditreform – jedna z największych na świecie, międzynarodowych wywiadowni gospodarczych. 
Powstała w 1879 roku w Moguncji (Niemcy) pod nazwą "Verein Creditreform zum Schutze gegen schädliches Creditgeben" (Stowarzyszenie Creditreform do ochrony przed złym kredytowaniem), a jej głównym i podstawowym zadaniem było i jest dostarczanie profesjonalnych instrumentów do ochrony przed nadmiernym ryzykiem kredytowym. Firma w ciągu pierwszych 25 lat istnienia przekroczyła granice Niemiec i działała w wielu krajach europejskich, mając już w 1905 roku ponad 740 biur i przedstawicielstw, w tym również na terenach obecnie polskich.
Creditreform zajmuje się: gromadzeniem, analizą oraz dostarczaniem informacji o moralności płatniczej firm (sporządza raporty gospodarcze), a także prowadzeniem windykacji należności. Aktualnie posiada biura w różnych krajach świata (również w Chinach), zrzeszając 170 000 stałych członków: banki, towarzystwa ubezpieczeniowe, firmy leasingowe, przedsiębiorstwa produkcyjne i handlowe. W 1992 roku powstała spółka Creditreform Polska, której główna siedziba znajduje się w Warszawie.